# Henri Lepage (ekonom)
Henri Lepage, född 1941, är en fransk nyliberal ekonom. Han har skrivit boken Demain le Capitalisme (I morgon kapitalism, ISBN 91-7568-004-1).

## Betydelse i Sverige
I morgon kapitalism gavs ut på svenska av Ratio 1980. Översättningen av "le nouveau libéralisme" till nyliberalism anses ha påverkat termens användning i Sverige. Boken anses även viktig för nyliberalismens tidiga spridning i Sverige.